# راميا كريشنان
راميا كريشنان هي ممثلة هندية ولدت في 15 سبتمبر 1970.

## روابط خارجية
- راميا كريشنان على موقع IMDb (الإنجليزية)
- راميا كريشنان على موقع ألو سيني (الفرنسية)
- راميا كريشنان على موقع قاعدة بيانات الفيلم (الإنجليزية)
- راميا كريشنان على موقع ليتربوكسد (الإنجليزية)
- راميا كريشنان على موقع كينوبويسك (الروسية)